# 섬노루귀
섬노루귀(영어: liverleaf 또는 liverwort)는 미나리아재비과이다. 학명은 Hepatica maxima이며, 한국의 울릉도의 숲속에서 자라는 여러해살이풀이고 높이는 10-30cm이다.

## 특징
줄기 전체는 희고 긴 털이 많다. 잎은 뿌리에서 3-6장이 나오고 잎자루는 길다. 잎몸은 3개로 크게 갈라지고 노루귀의 잎에 비해 크고 두껍다. 푸른 잎으로 겨울을 나눈 상록성을 보이며 봄에 새 잎이 돋은 후에 말라 없어진다. 4-5월에 꽃줄기 끝에서 위를 향해 1개씩의 연한 분홍색 꽃이 핀다. 내륙으로 옮겨 심은 곳에서는 짙은 분홍색을 띠기도 하지만 자생지의 것들은 거의 흰색에 가깝다. 꽃잎은 없고, 6-8개의 꽃받침 잎이 꽃잎처럼 보인다. 꽃 아래의 포엽은 3개이고 꽃받침잎보다 크다. 열매는 방추형의 수과이며 반은 초록색이고 반은 흰색이었다가 초록색 부분이 점점 검은색으로 바뀌면서 모두 검은색으로 되어 익는다. 시방에 털이 없다.

## 이름
대한민국 울릉도(섬)에서 자라는 노루귀의 종류라는 뜻에서 유래하였다.